# Richard Sedloň
Richard Sedloň (1900–1992) byl americký malíř, žijící v Bedfordu, stát Ohio.

## Život
Richard Sedloň se narodil 26. srpna 1900, v české čtvrti amerického města Philadelphia.
Byl druhým dítětem českých emigrantů, Vincenta a Hortense Sedloňových. 
Richard uplatnil svůj umělecký talent v 18 letech jako litograf v podniku Morgan Lithography v Clevelandu – v největší tiskařské organizaci té doby.
Richard byl též profesionálním umělcem, který vynikal v řezbářství, olejomalbě a kreslení. Žil v Bedfordu, ve státě Ohio, se svou ženou Anne (Anne Nyerges) v domě který se jmenoval Hezekiah Dunham House, který Anna zdědila po svých rodičích. Richard Sedloň zemřel 9. února 1992 v Bedfordu.

## Fotogalerie

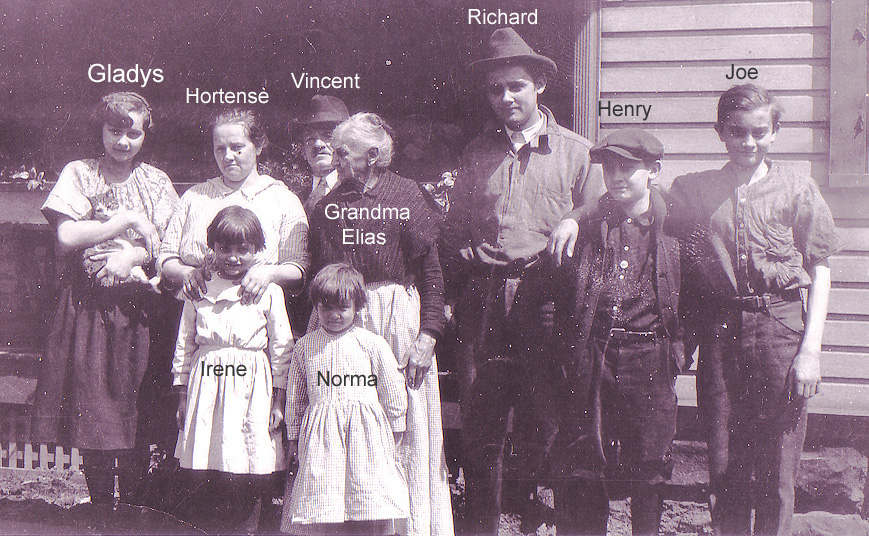
Richard s rodiči a sourozenci (po roce 1900)
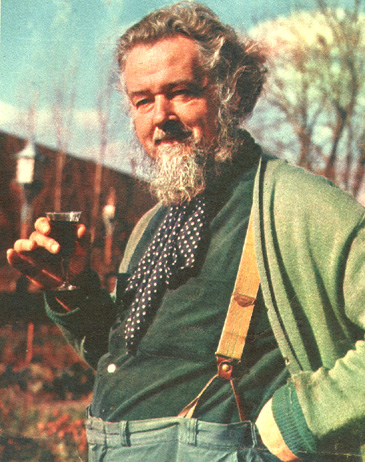
Richard Sedloň ve vém domově v Bedfordu, Ohio
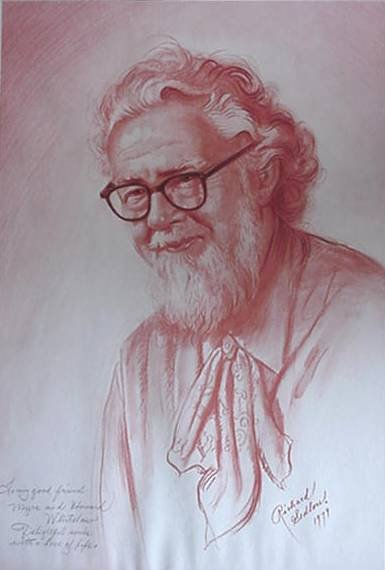
Autoportrét
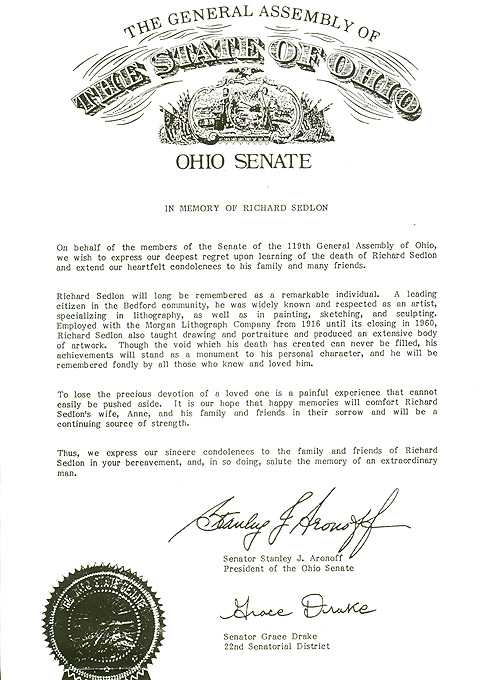
Kondolence Richardově rodině ze Senátu státu Ohio